# Torre Montserrat
La torre Montserrat, también conocida como casa Gual, es una casa modernista de Eduard Maria Balcells situada en Cardedeu (Barcelona). Fue construida en 1912 por encargo de Ángela Gual y Canudes como casa de veraneo, y es el único encargo a Balcells en Cardedeu. Pertenece al período modernista de corriente simbolista. Está ubicada en la avenida del Rei en Jaume, 193.

## Arquitectura
Es una edificación aislada rodeada de jardín; tiene cubierta compuesta, de teja árabe vidriada de colores verde y ocre dibujando grecas. A poniente se levanta una torre-mirador terminada en formas escalonadas y coronada por una reja de hierro forjado. A su lado hay un porche da acceso a la entrada principal de la casa. Las ventanas son una recopilación de formas y estilos: arco ojival, roto, deprimido, convexo, deprimido cóncavo, etc. Se cierran con persianas de librillo móvil y dibujos geométricos. En la fachada sur hay una tribuna triangular sostenida por una columna y cubierta por una estructura piramidal, revestida con mosaicos de dibujos florales multicolores y con crestería de forja. 
Destacan también las gárgolas ornamentales neomedievales del primer modernismo y un pozo en la zona norte coronado por un trabajo de forja en la polea como el de la valla de acceso, también con motivos florales. 

## Historia
Se hizo un proyecto en 1910, anterior a la existente. Al llevarse a cabo la construcción de la torre en 1912 se modificó el proyecto totalmente. Por otra parte la Torre Gual se inserta en la época de mayor actividad constructiva de la villa, entre los años 1910 y 1920, cuando Cardedeu se transformó definitivamente en un lugar de veraneo, uno de los más importantes en el Vallés Oriental junto con La Garriga.